# Xanthorhoe aksuaria
Xanthorhoe aksuaria är en fjärilsart som beskrevs av Aubert 1962. Xanthorhoe aksuaria ingår i släktet Xanthorhoe och familjen mätare. Inga underarter finns listade i Catalogue of Life.